# منتخب هولندا تحت 19 سنة لكرة القدم
منتخب هولندا تحت 19 سنة لكرة القدم (بالهولندية: Nederlands voetbalelftal onder 19)‏ هو ممثل هولندا الرسمي في المنافسات الدولية في كرة القدم في فئة كرة قدم للرجال تحت 19 سنة، يديريه الاتحاد الملكي الهولندي لكرة القدم.
يعد عبد الحق نوري أفضل هداف في التاريخ في فئة المنتخب الهولندا تحت 19 سنة لكرة القدم برصيد تسعة أهداف.